# 沃爾特·C·揚
沃爾特·克羅斯頓·「華特」·揚（英語：Walter Croston "Walt" Young；1922年3月2日—2016年8月6日），是美國的民主黨政治人物，前佛羅里達州眾議院議員。

## 生平
揚於紐約州羅徹斯特出生，曾在第二次世界大戰期間加入美國陸軍航空兵團服役。退役後，1949年他在尼加拉大學取得理學士學位，到1957年於貝瑞大學以理學碩士畢業，之後在1965年於邁阿密大學取得教育博士學位。
藥劑學，並在沃帕科內塔擁有萊茵和布羅丁藥房（Rhine and Brading Pharmacy）。
他從1962年加入政治，擔任彭布羅克派恩斯市議會議員和議長，之後在1971年至1976年擔任布勞沃德社區學院董事會成員。1972年起，揚以民主黨黨籍當選為佛羅里達州眾議院第九十五選區代表議員，其後轉任第九十九選區議員，共連任十次後在1992年退休。
2016年8月6日，揚逝世。